# 夜功府
夜功府（皇家轉寫：Changwat Samut Songkhram，泰語發音：[t͡ɕāŋ.wàt sā.mùt sǒŋ.kʰrāːm]，又音譯為沙没颂堪府），是位於泰國中部的一個府。

## 歷史
該府原名為「夜功府」（แม่กลอง，Mae Klong）， 因位於夜功河毗，在1722年，更名「沙没頌堪府」， 但華人們仍習稱為「夜功府」。在大城時代以前，該府曾屬叻武里府管轄，以後才分出獨立成一府治。
在1831年，拉瑪三世在河口建「披卡卡實碉堡」。至1906年，拉瑪五世拆除，並改建為水師學堂，直至1922年被拉瑪六世解散，才改為府署。

## 地理
面積約為416平方公里，它是泰國面積最小的府治，距首都曼谷約74公里。其疆域北臨碧武里府及沙沒沙空府；南毗碧武里府及夜功河；東界龍仔厝府；西瀕碧武里府及叻丕府。
該府為海濱低窪地帶，距夜功河河口僅六公里而已。該府的水果及海鮮水產均甚豐富，工廠則不多。

## 行政
夜功府行政區共分為3個縣（Amphoe），再分成33個區（Tambon），細分成284个村（Muban）。
| \| # \| 中文名 \| 泰文名 \| 英文名 \| \| - \| ------------------------------------- \| -------------- \| ---------------------- \| \| 1 \| 夜功府治县 (沙没颂堪府治县) \| เมืองสมุทรสงคราม \| Mueang Samut Songkhram \| \| 2 \| 邦坤梯县（英语：Amphoe Bang Khonthi） \| บางคนที \| Bang Khonthi \| \| 3 \| 安帕瓦县（英语：Amphoe Amphawa） \| อัมพวา \| Amphawa \| |                             |                |                        |
| # | 中文名                      | 泰文名         | 英文名                 |
| 1 | 夜功府治县 (沙没颂堪府治县) | เมืองสมุทรสงคราม | Mueang Samut Songkhram |
| 2 | 邦坤梯县                    | บางคนที         | Bang Khonthi           |
| 3 | 安帕瓦县                    | อัมพวา          | Amphawa                |

## 名勝古蹟
- 曼連寺：位於直轄縣的夜功河毗，內供奉一尊高三公尺的托缽佛像，屬該府最大的寺廟，香火不絕。
- 螺管丘：位於夜功河口，每年4至5月份的旱季中，則自島中浮出，可觀察螺管的生活形態。
- 拍菩功蘭柏麗公園：距直轄縣約六公里，佔地面積約17,600平方公尺，園內共有五座泰式藝術風格的建築物，四座為博物館；一座為圖書館。除有眾多文物古董供參觀外，尚出售很多工藝品、土特產。
- 哇庵拍溫庶迪呀喃寺：位於紅塗我河口，是敕封名剎，建於拉瑪一世時代，相傳是拉瑪二世的出生地點，寺內有精致雕塑。
- 哇朱拉瑪尼寺：位於紅塗我河畔，建於大城時代，寺壁有美麗的浮雕。
- 水上市場：位於紅塗我縣，每天早上六時至九時，在紅塗我河口市場上，均有很多小販和消費者在買賣。
- 荔枝節盛會：該府盛產水果，也有荔技，每年4月底至5月初，均舉行常年荔枝節盛會，展銷各種農貿產品。
- 考字訕佛寺：位於直轄縣的字訕區，為一古老佛寺，寺頂以瓷器嵌砌，寺門有美麗的浮雕。
- 挽甲蓬寺：位於紅塗我縣，建於大城時代末期，寺壁雕刻精美。